# Kia Pregio

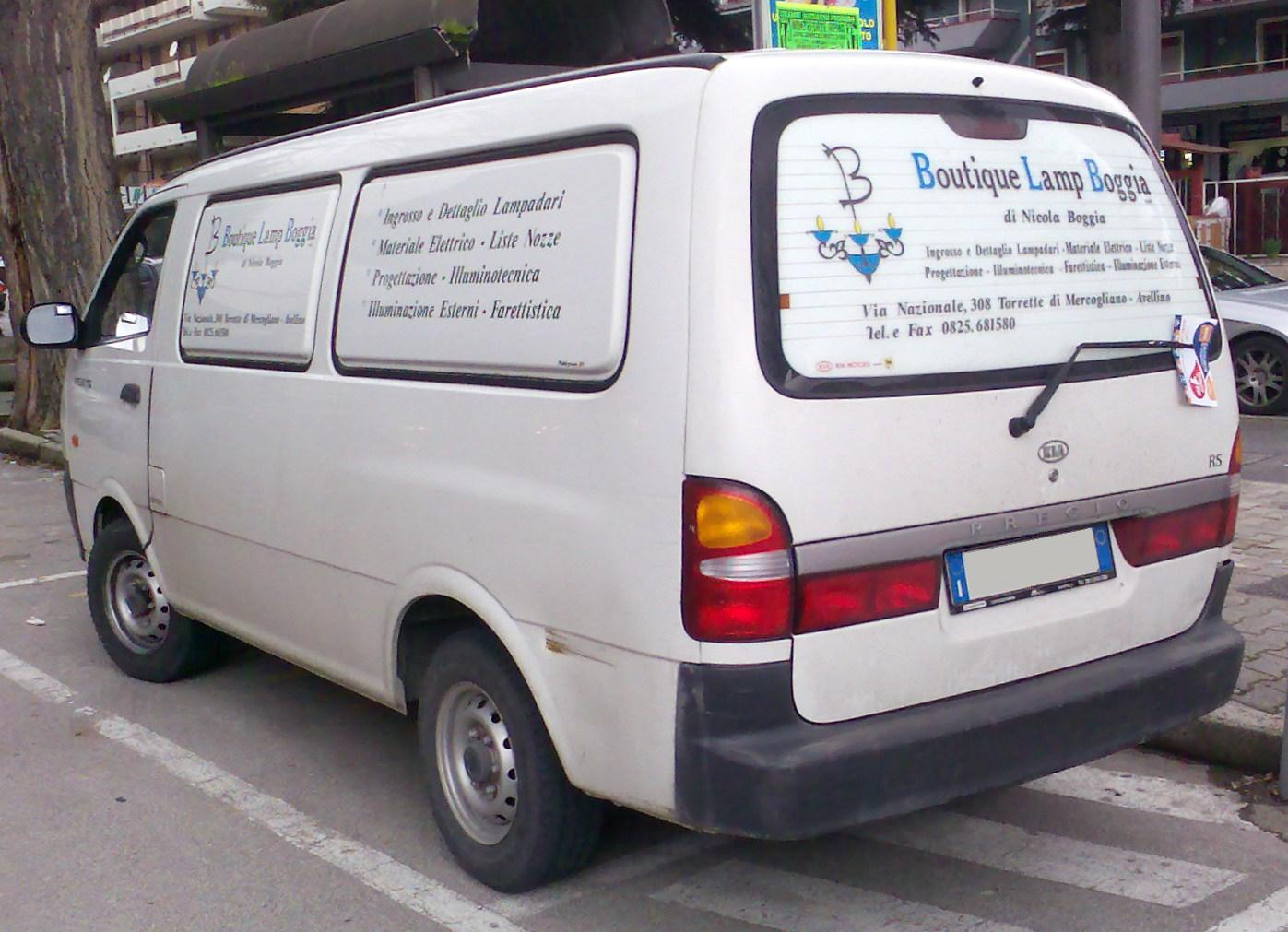
Kia Pregio Phase I Face arrière

Le Kia Pregio est un minivan produit par Kia Motors de 1995 à 2006. Il est bâti sur la plate-forme du Kia Bongo. C'est une variante à peu près ressemblante du Hyundai Grace.
Il remplace le Bongo rebaptisé Besta en version utilitaire sauf que lui s'appelle aussi Besta à l'exportation.

## Galerie

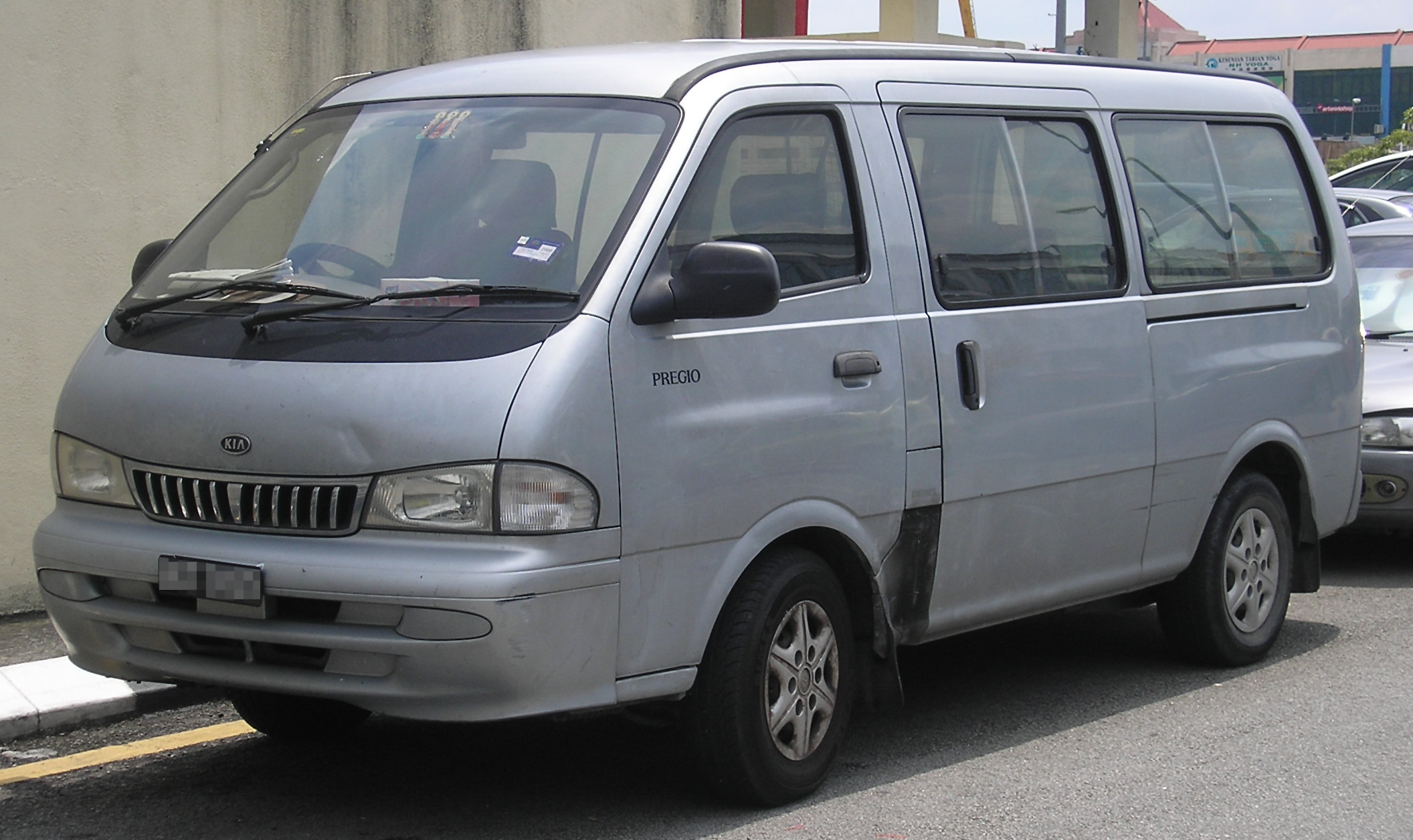
Kia Pregio Phase I
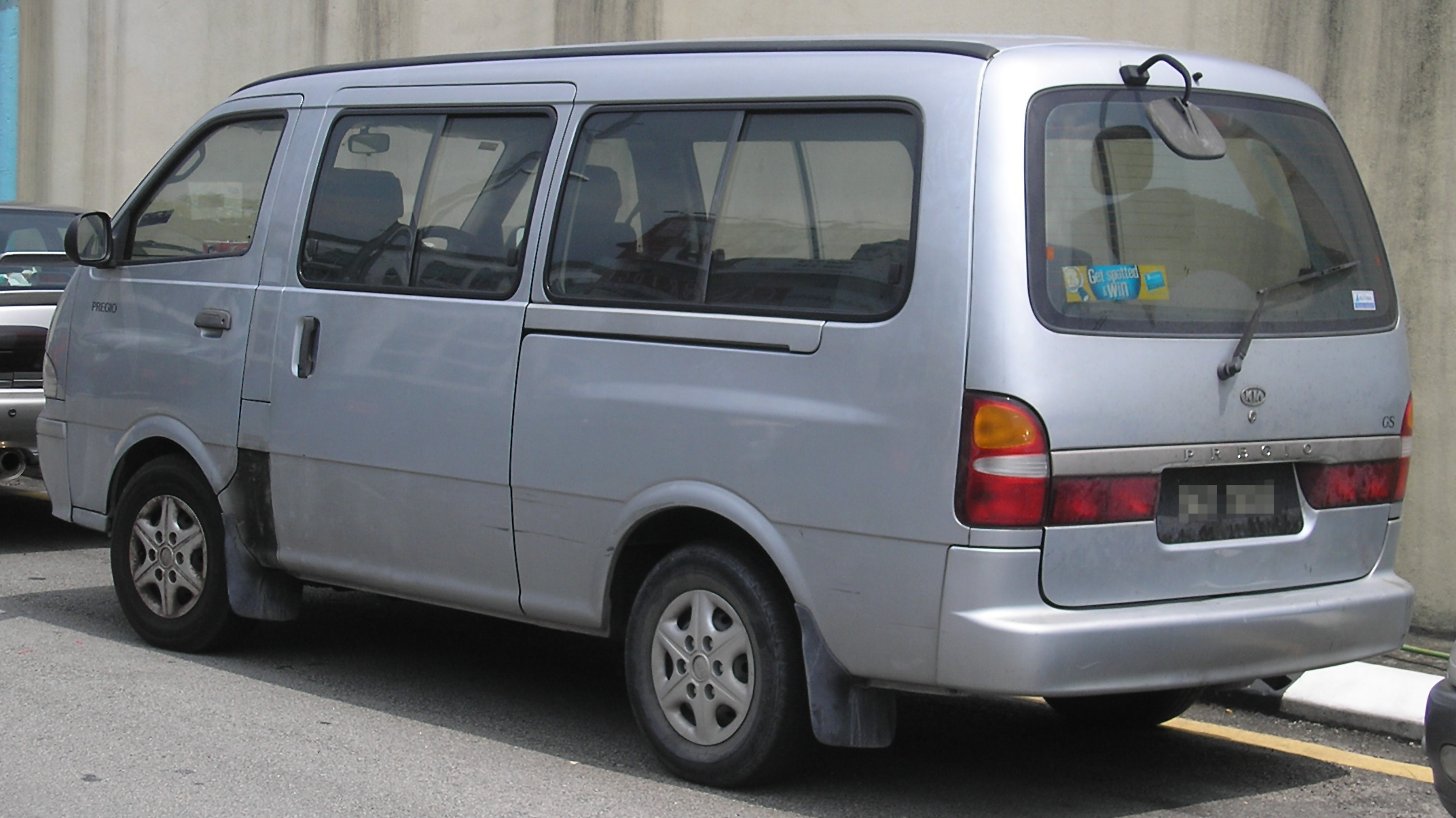
Kia Pregio Phase I
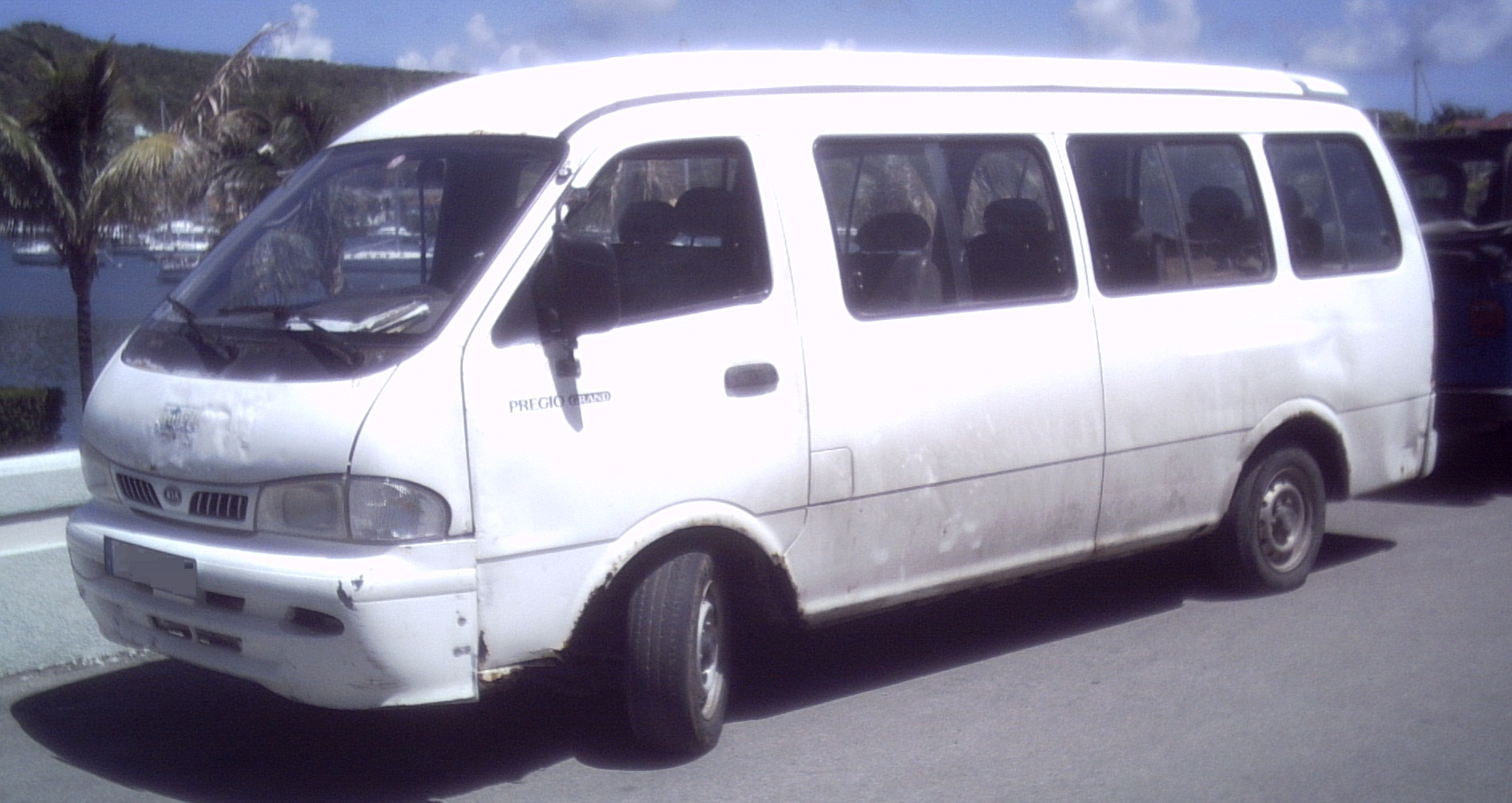
Kia Grand Pregio Phase I
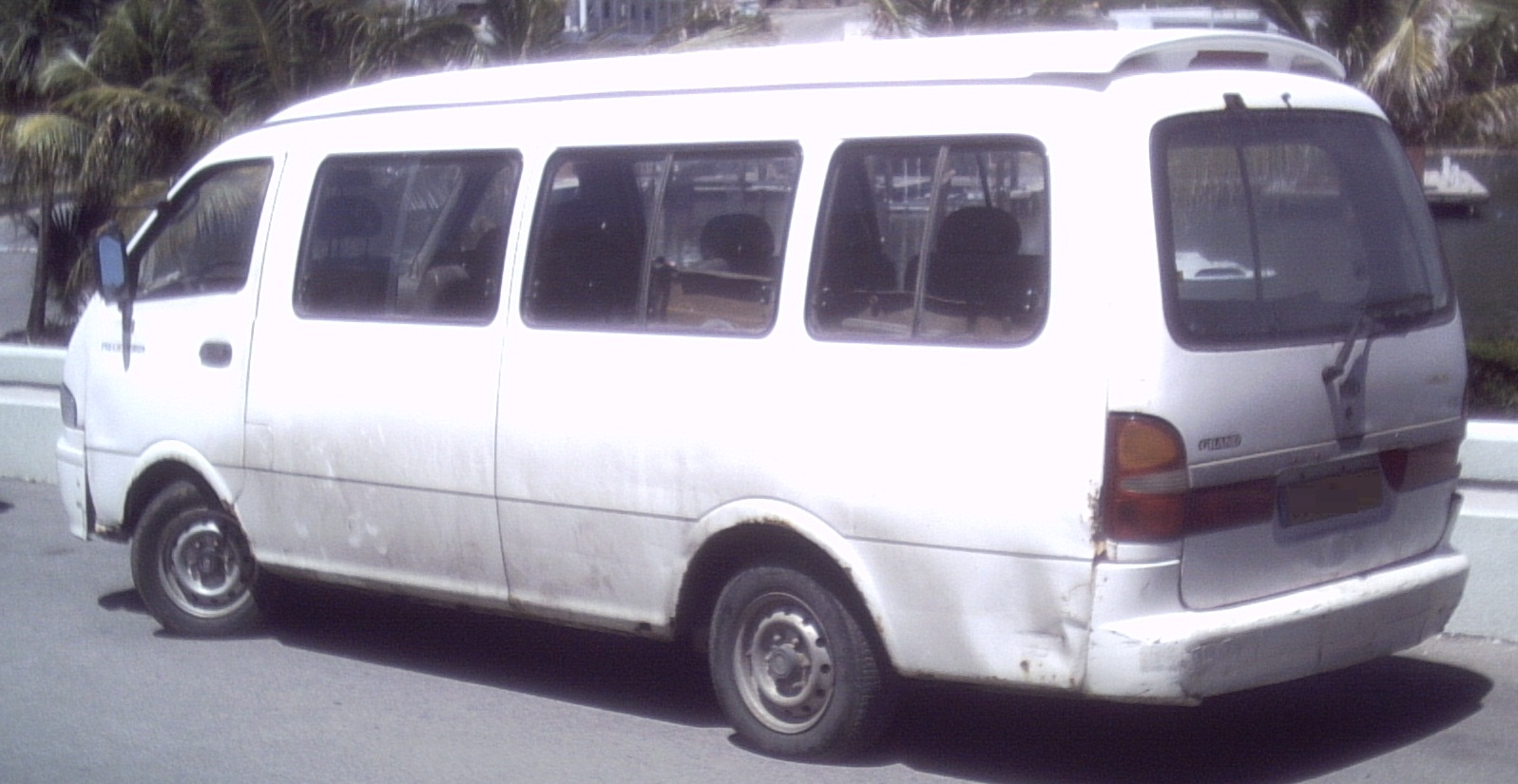
Kia Grand Pregio Phase I
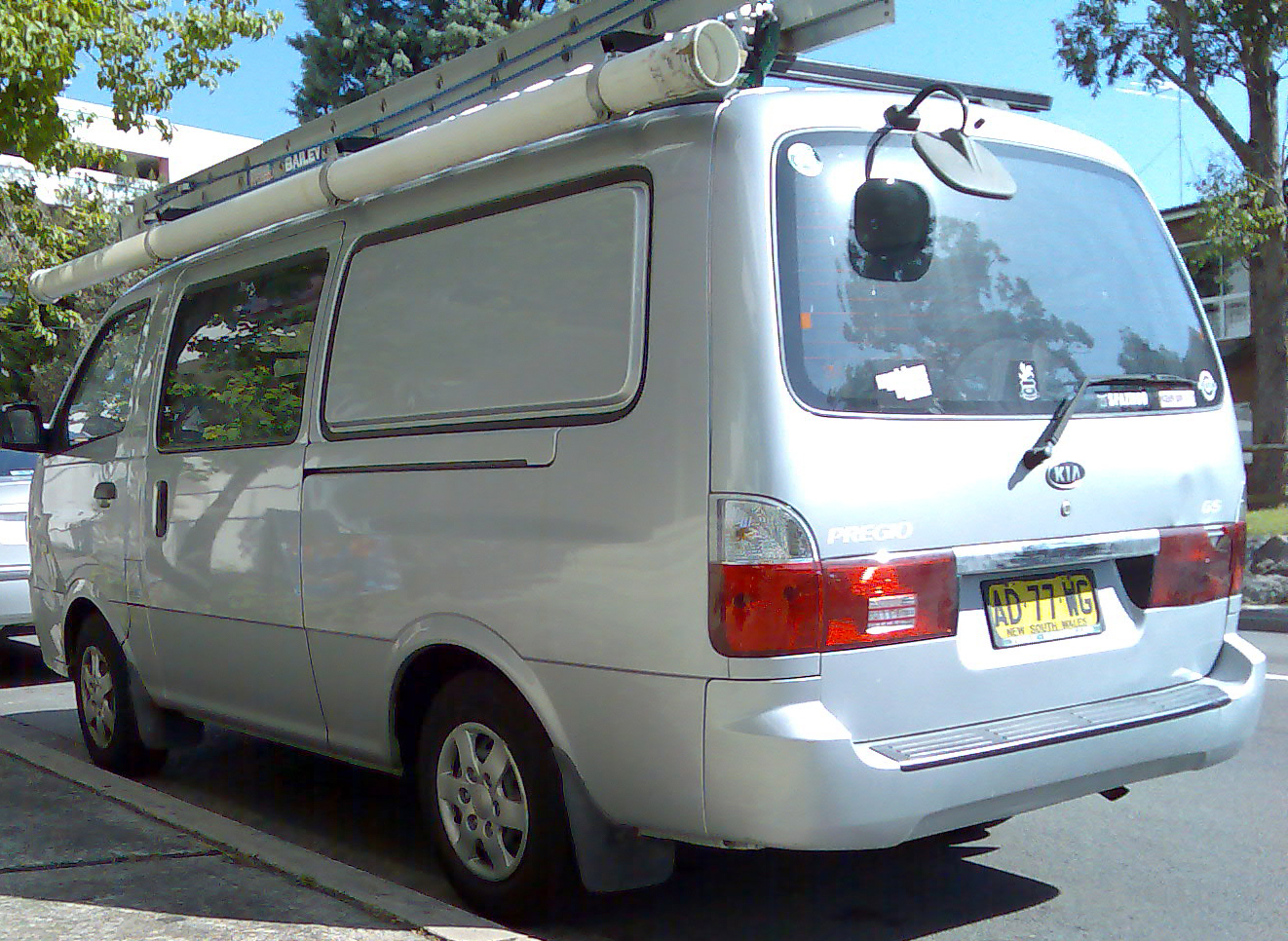
Kia Pregio Phase II
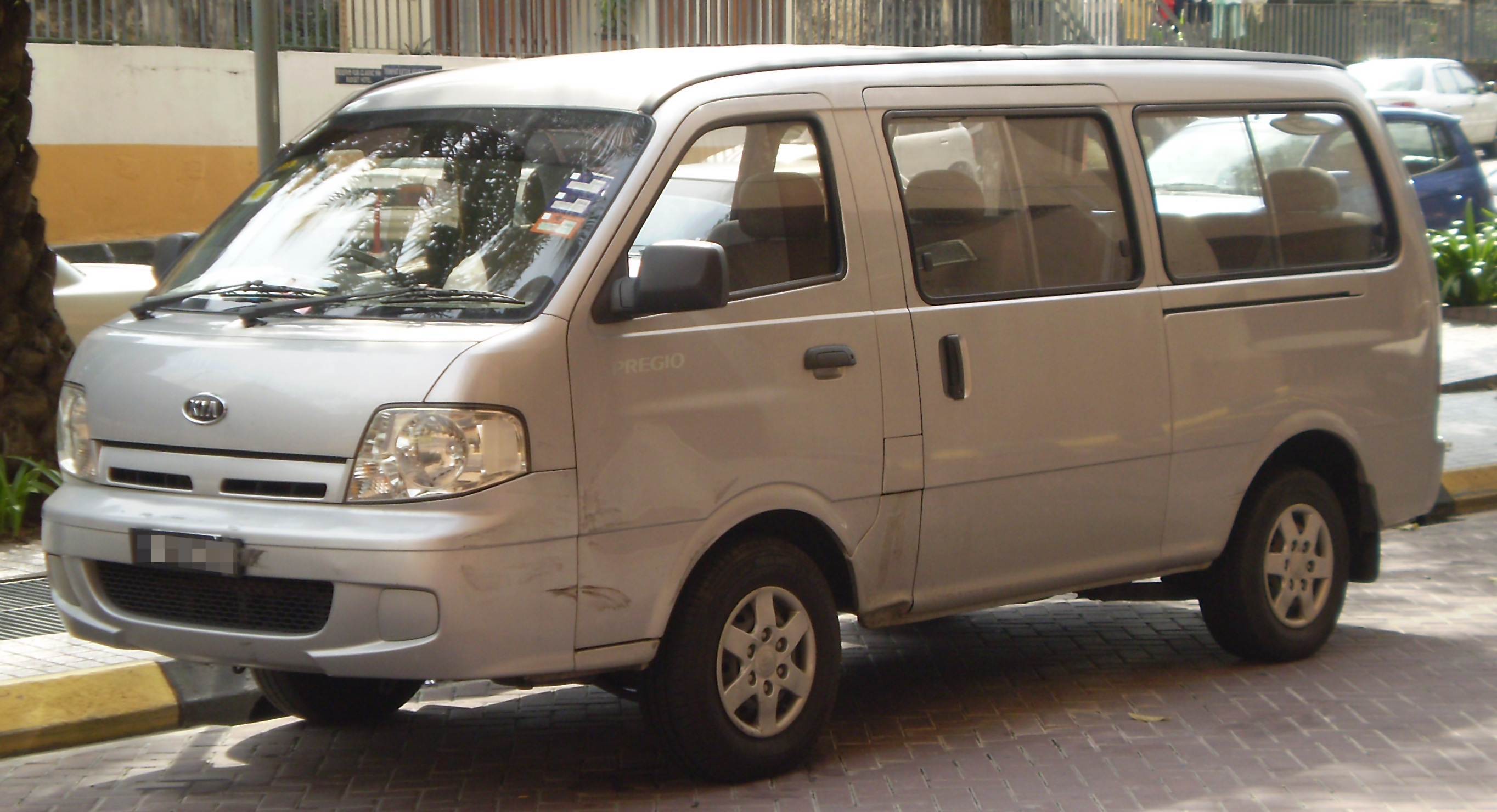
Kia Pregio Phase II en Malaisie
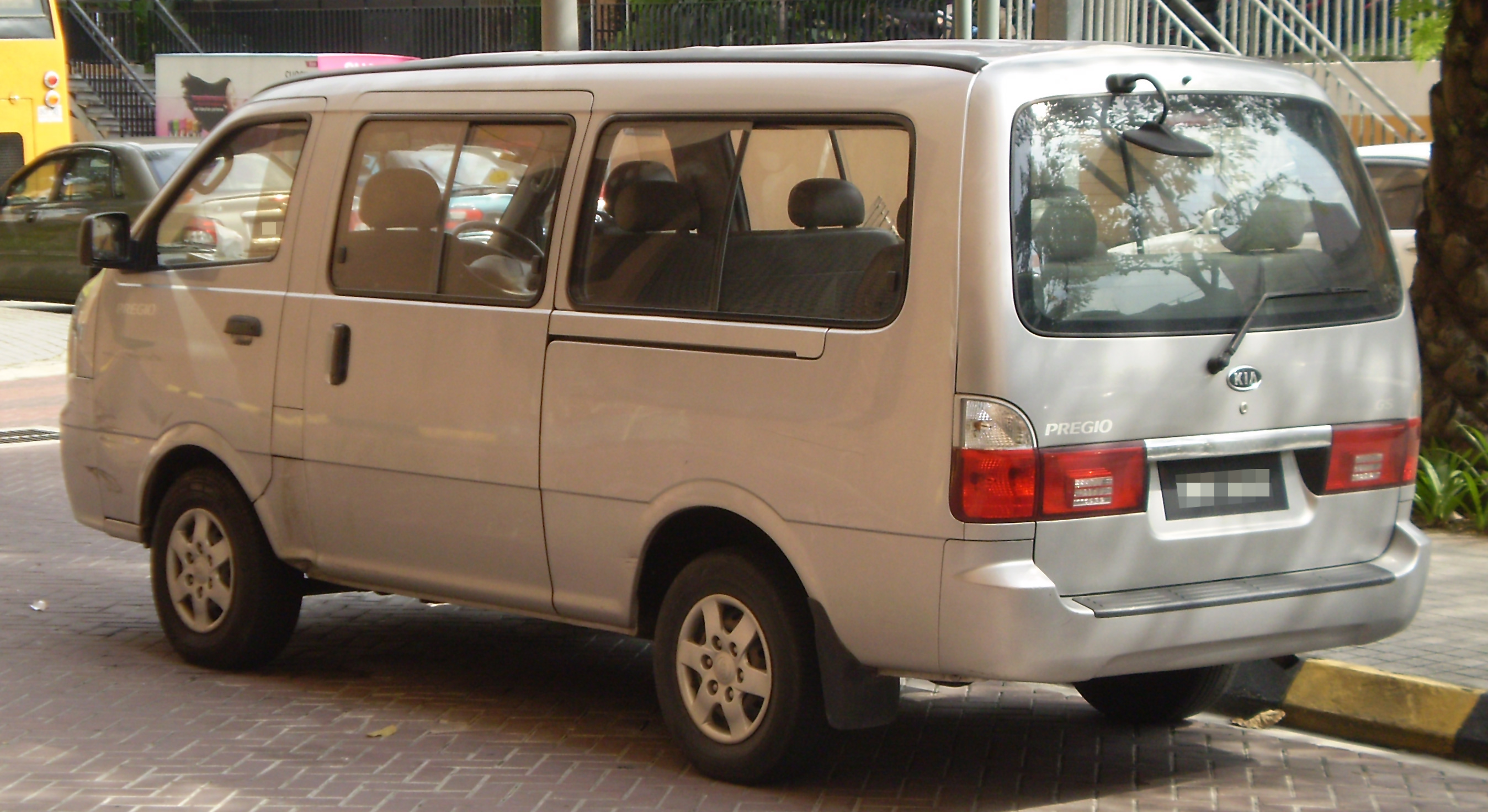
Kia Pregio Phase II en Malaisie
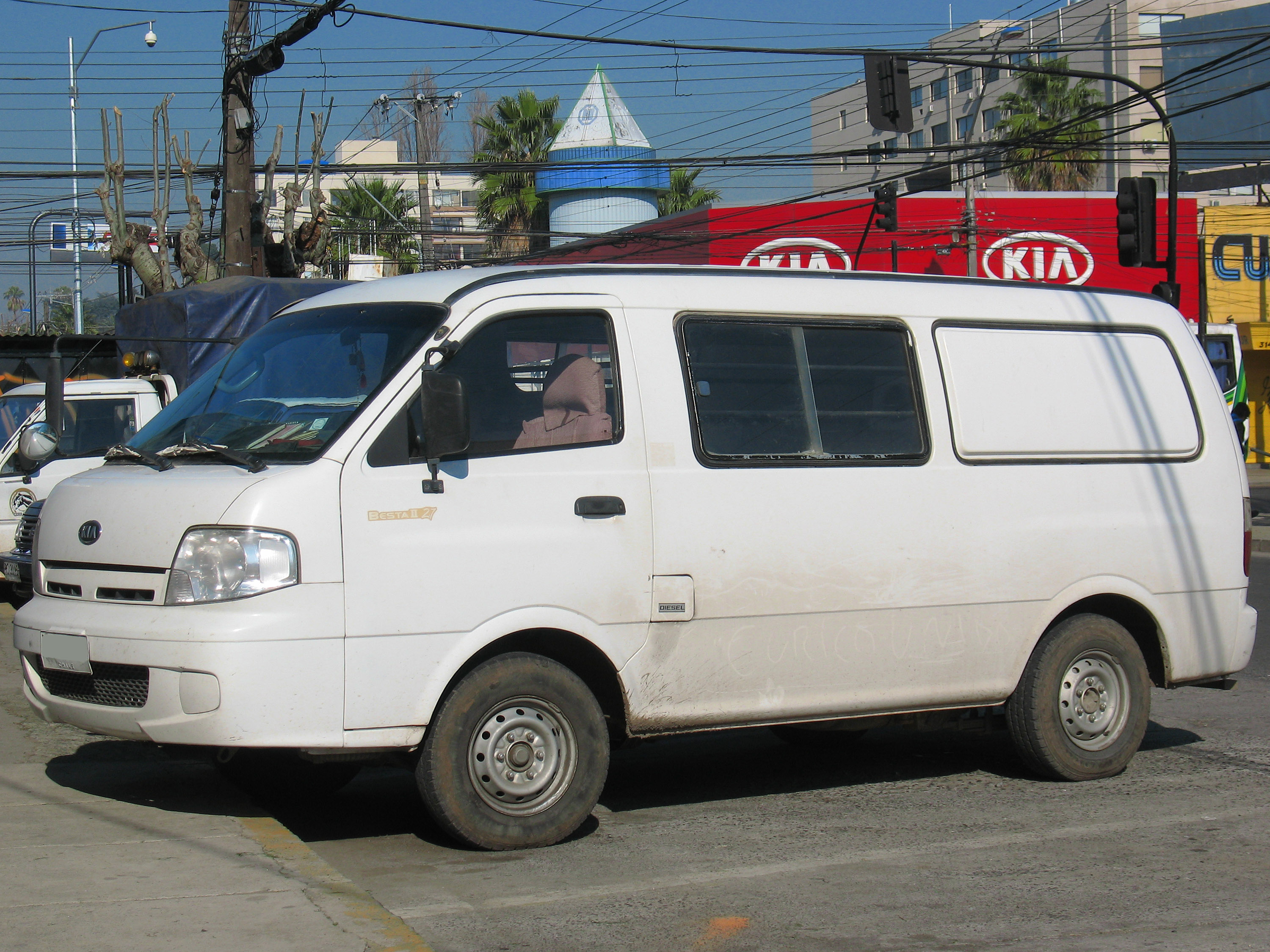
Kia Besta II Phase II
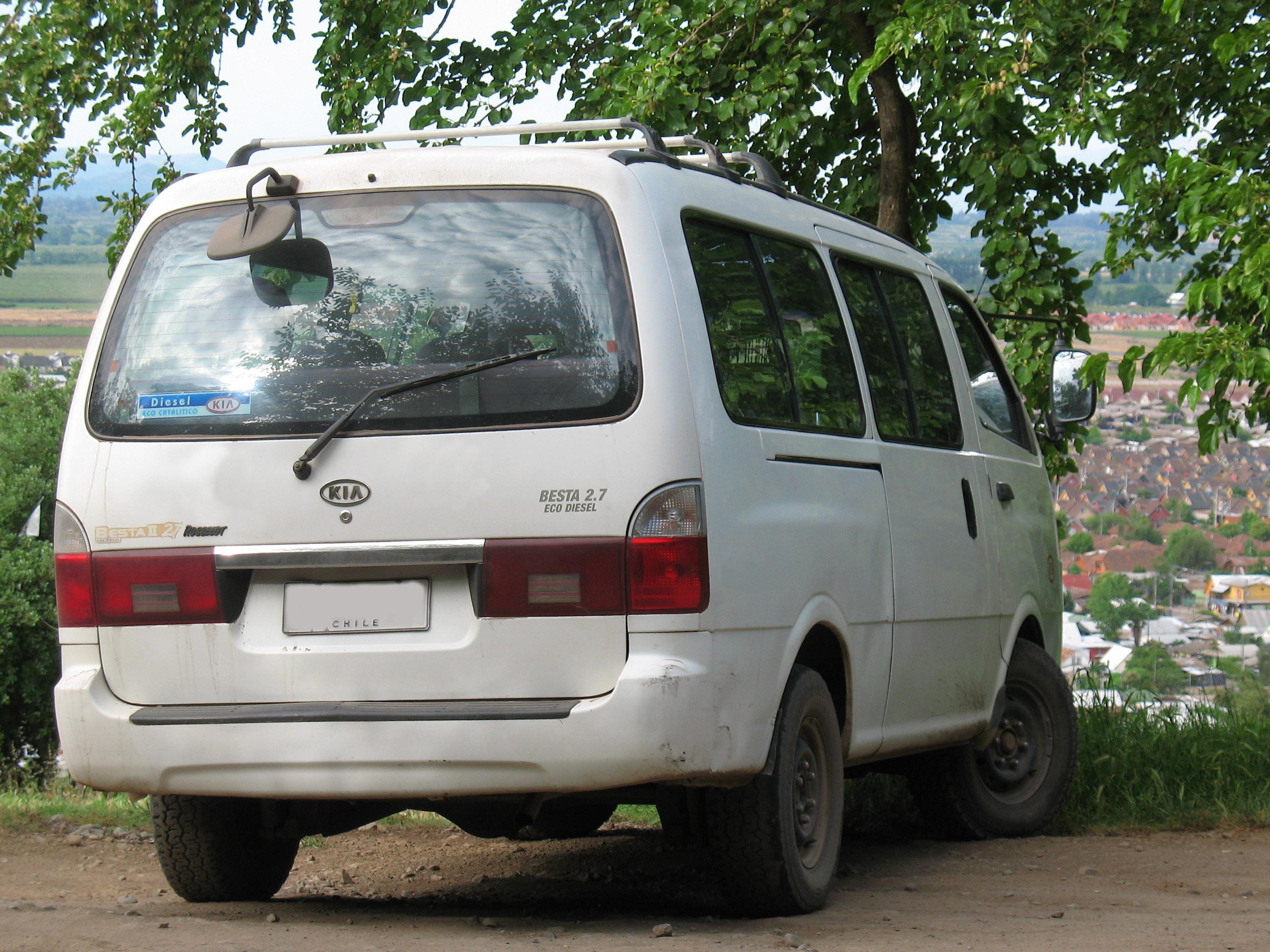
Kia Besta II Phase II